# 巴赫納鄉
46°47′N 26°47′E / 46.783°N 26.783°E
巴赫納鄉（羅馬尼亞語：Comuna Bahna, Neamț），是羅馬尼亞的鄉份，位於該國東北部，由尼亞姆茨縣負責管轄，面積57平方公里，海拔高度302米，2007年人口3,618，人口密度每平方公里63人。